# Carlos Sainz Jr.
Carlos Sainz Vázquez de Castro, španski dirkač, * 1. september 1994, Madrid, Španija.
Sainz je leta 2014 osvojil prvenstvo serije World Series by Renault s sedmimi zmagami na sedemnajstih dirkah. V sezoni 2015 je debitiral v Svetovnem prvenstvu Formule 1 s Toro Rossom. Osvojil je petnajsto mesto v dirkaškem prvenstvu z osemnajstimi točkami in z najboljšo uvrstitvijo na sedmo mesto na dirki za Veliko nagrado ZDA. 
Njegov oče je nekdanji dirkač v reliju Carlos Sainz.

## Rezultati Formule 1
(legenda) (odebeljene dirke pomenijo najboljši štartni položaj, poševne pa najhitrejši krog, †-uvrščen kljub odstopu)
| Leto | Moštvo                | Šasija           | Motor                                         | 1       | 2       | 3       | 4       | 5     | 6      | 7       | 8       | 9       | 10      | 11      | 12     | 13      | 14      | 15      | 16      | 17     | 18      | 19      | 20      | 21      | Prv | Toč |
| ---- | --------------------- | ---------------- | --------------------------------------------- | ------- | ------- | ------- | ------- | ----- | ------ | ------- | ------- | ------- | ------- | ------- | ------ | ------- | ------- | ------- | ------- | ------ | ------- | ------- | ------- | ------- | --- | --- |
| 2015 | Scuderia Toro Rosso   | Toro Rosso STR10 | Renault Energy F1-2015 1.6 V6 t               | AVS 9   | MAL 8   | KIT 13  | BAH Ret | ŠPA 9 | MON 10 | KAN 12  | AVT Ret | VB Ret  | MAD Ret | BEL Ret | ITA 11 | SIN 9   | JAP 10  | RUS Ret | ZDA 7   | MEH 13 | BRA Ret | ABU 11  |         |         | 15. | 18  |
| 2016 | Scuderia Toro Rosso   | Toro Rosso STR11 | Ferrari 060 1.6 V6 t                          | AVS 9   | BAH Ret | KIT 9   | RUS 12  | ŠPA 6 | MON 8  | KAN 9   | EU Ret  | AVT 8   | VB 8    | MAD 8   | NEM 14 | BEL Ret | ITA 15  | SIN 14  | MAL 11  | JAP 17 | ZDA 6   | MEH 16  | BRA 6   | ABU Ret | 12. | 46  |
| 2015 | Scuderia Toro Rosso   | Toro Rosso STR10 | Renault Energy F1Predloga:Nbhyph2015 1.6 V6 t | AVS 9   | MAL 8   | KIT 13  | BAH Ret | ŠPA 9 | MON 10 | KAN 12  | AVT Ret | VB Ret  | MAD Ret | BEL Ret | ITA 11 | SIN 9   | JAP 10  | RUS Ret | ZDA 7   | MEH 13 | BRA Ret | ABU 11  |         |         | 15. | 18  |
| 2016 | Scuderia Toro Rosso   | Toro Rosso STR11 | Ferrari 060 1.6 V6 t                          | AVS 9   | BAH Ret | KIT 9   | RUS 12  | ŠPA 6 | MON 8  | KAN 9   | EU Ret  | AVT 8   | VB 8    | MAD 8   | NEM 14 | BEL Ret | ITA 15  | SIN 14  | MAL 11  | JAP 17 | ZDA 6   | MEH 16  | BRA 6   | ABU Ret | 12. | 46  |
| 2017 | Scuderia Toro Rosso   | Toro Rosso STR12 | Toro Rosso 1.6 V6 t                           | AVS 8   | KIT 7   | BAH Ret | RUS 10  | ŠPA 7 | MON 6  | KAN Ret | AZE 8   | AVT Ret | VB Ret  | MAD 7   | BEL 10 | ITA 14  | SIN 4   | MAL Ret | JAP Ret |        |         |         |         |         | 9.  | 54  |
| 2017 | Renault Sport F1 Team | Renault R.S.17   | Renault R.E.17 1.6 V6 t                       |         |         |         |         |       |        |         |         |         |         |         |        |         |         |         |         | ZDA 7  | MEH Ret | BRA 11  | ABU Ret |         | 9.  | 54  |
| 2018 | Renault Sport F1 Team | Renault R.S.18   | Renault R.E.18 1.6 V6 t                       | AVS 10  | BAH 11  | KIT 9   | AZE 5   | ŠPA 7 | MON 10 | KAN 8   | FRA 8   | AVT 12  | VB Ret  | NEM 12  | MAD 9  | BEL 11  | ITA 8   | SIN 8   | RUS 17  | JAP 10 | ZDA 7   | MEH Ret | BRA 12  | ABU 6   | 10. | 53  |
| 2019 | McLaren F1 Team       | McLaren MCL34    | Renault E-Tech 19 1.6 V6 t                    | AVS Ret | BAH 19† | KIT 14  | AZE 7   | ŠPA 8 | MON 6  | KAN 11  | FRA 6   | AVT 8   | VB 6    | NEM 5   | MAD 5  | BEL Ret | ITA Ret | SIN 12  | RUS 6   | JAP 5  | MEH 13  | ZDA 8   | BRA 3   | ABU 10  | 6.  | 96  |